# Українка (Мамонтовський район)
Украї́нка (рос. Украинка) — село у складі Мамонтовського району Алтайського краю, Росія. Входить до складу Мамонтовської сільської ради.

## Населення
Населення — 402 особи (2010; 591 у 2002).
Національний склад (станом на 2002 рік):
- росіяни — 79 %